# Klofskarðstindur
Klofskarðstindur är en bergstopp i republiken Island. Den ligger i regionen Austurland, 400 km öster om huvudstaden Reykjavík. Toppen på Klofskarðstindur är 916 meter över havet.
Närmaste större samhälle är Djúpivogur, nära Klofskarðstindur. Trakten runt Klofskarðstindur består i huvudsak av gräsmarker.